# フィリップ・ヘランデル
フィリップ・ヘランデル（スウェーデン語: Filip Helander, 1993年4月22日 - ）は、スウェーデン・マルメ出身の同国代表サッカー選手。

## 経歴

### クラブ
2011年10月、2011シーズンのアルスヴェンスカン第29節シリアンスカFC戦で、マルメのファーストチームデビューを飾った。
2014年、アルスヴェンスカンの年間最優秀DF賞、Fotbollsgalan年間最優秀DF賞にノミネートされた。
2015年8月、イタリアのヴェローナに移籍した。
2016年8月31日、ボローニャに移籍した。
2019年7月13日、レンジャーズFCと4年契約を締結した。
2023年8月31日、オーデンセBKに1年契約で移籍した。

### 代表
2015年6月、U-21スウェーデン代表メンバーとしてUEFA U-21欧州選手権2015で初優勝を飾り、個人でも大会ベストイレブンに選出された。
2017年3月28日、フレンドリーマッチのポルトガル代表戦でフル代表初出場を果たした。

## 代表歴

### 出場大会
- スウェーデン代表
  - 2018 FIFAワールドカップ

### 試合数
- 国際Aマッチ 23試合 0得点（2017年-）[12]

| スウェーデン代表 | 国際Aマッチ | 国際Aマッチ |
| 年               | 出場        | 得点        |
| ---------------- | ----------- | ----------- |
| 2017             | 3           | 0           |
| 2018             | 3           | 0           |
| 2019             | 5           | 0           |
| 2020             | 2           | 0           |
| 2021             | 5           | 0           |
| 2022             | 1           | 0           |
| 2023             | 4           | 0           |
| 通算             | 23          | 0           |

## タイトル

### クラブ
マルメ
- アルスヴェンスカン：2回
  - 2013, 2014
- スヴェンスカ・スーペルクッペン：1回
  - 2014

レンジャーズ
- スコティッシュ・プレミアシップ：1回
  - 2020-21
- スコティッシュカップ：1回
  - 2021-22

### 代表
U-21スウェーデン代表
- UEFA U-21欧州選手権：1回
  - 2015